# Dyscia turturaria
Dyscia turturaria är en fjärilsart som beskrevs av Jean Baptiste Boisduval 1840. Dyscia turturaria ingår i släktet Dyscia och familjen mätare. Inga underarter finns listade i Catalogue of Life.